# 권협
권협(權悏, 1553년~1618년)은 남강공(南崗公) 권상(權常)이 안정나씨(安定羅氏) 부인에게서 얻은 다섯째 아들이다. 시호는 충정공(忠貞公), 자는 사성(思省), 호는 석당(石塘)이다. 길창군(吉昌君)에 봉해지기도 하였다.

## 생애
1553년(명종 8) 5월 24일 서울 주동(鑄洞) 생이다. 순천군(順天君) 이관(李琯)에게서 수학하고 성균관에 들어가 1577년(선조 10) 9월 9일의 알성시에 유학(幼學)으로 을과 제 4인으로 급제하였다. 전적·사예·승문원·춘추관 등의 벼슬을 거쳐 『명종실록(明宗實錄)』의 편찬에 참여하였다. 1589년 각 도에 괴질이 발생하자 함경도에 파견되어 백성들을 돌보고 제사를 올렸다.
임진왜란에 대가(大駕)가 서북으로 파천하려 하자 집의(執義)로서 죽기로써 서울을 지켜야 할 의리를 역진(力陣)하니 임금이 가탄(嘉歎)하고 패검(佩劍)을 내렸다. 1596년에 교리·시강관을 거쳐 이듬해 응교로 있을 때 정유재란이 일어나자 고급사(告急使)로 명나라에 가서 사태의 시급함을 알리고 원병을 청하였다. 이때, 명나라 병부시랑 이정(李楨)이 조선의 지세를 알고자 하므로, 산천의 형세와 원근을 도면에 그려가며 설명하는 데 막힘이 없었으며, 이로 인해 보병과 수군을 얻고 군량을 조달하게 하였다. 명 관리는 "온나라를 통틀어 이와 같은 사람이 몇이나 있겠는가?"라 하며 찬탄하였다.
권협이 명나라에 원병을 청하러 간 100여일 간의 기록이 전하는데 《연행록》이라 하며 국문 번역이 한국고전번역원 한국고전종합DB에 등재되어 있다. 《연행록》은 권협 일행이 1597년(선조 30) 2월 10일 의주에서 출발하여 압록강을 건넌 날부터 5월 20일 사명을 마치고 다시 의주에 도착하기까지의 기록을 싣고 있으며, 국내의 여정은 생략하고 의주에서부터의 여정만을 기록한 것이다. 태평한 때 사행(使行)들이 유력관광(遊歷觀光)을 겸하던 경우와는 달리, 순수한 서사체로 사실의 기록에만 충실하였다. 권협은 돌아와서 예조참판·호조참판이 되었으며, 황해도관찰사로 나아갔다.
1604년 대사헌이 되었고, 특명을 받아 선무공신(宣武功臣) 3등으로 봉해지고, 이듬해 길창군(吉昌君)에 봉해졌으며 전라도감사가 되었다. 1607년 예조판서를 거쳐 1609년 종묘영건을 감수한 공으로 정헌대부가 되었으나, 광해군 때에 홍문관의 탄핵을 받아 관직을 버리고 두문불출하였다. 1614년(광해군 6)에 숭정대부(崇政大夫)로 숭질(崇秩)되고 1616년(광해군 8) 여름에 종계변무(宗系辨誣)에 대한 사은사(謝恩使)가 되어 명나라에 갔다가 겨울에 돌아왔다. 이듬해 겨울에 감질(感疾)이 들어 1618년(광해군 10)에 졸하였다.